# Strašidla (film, 1963)
Strašidla (v italském originále I mostri) je italský povídkový film z roku 1963. Jednotlivé povídky různých délek sahají od laskavé komedie přes satiru k dramatu nebo černému humoru. Režisérem filmu byl Dino Risi.

## Jednotlivé povídky
1. L'educazione sentimentale
2. La raccomandazione
3. Il mostro
4. Come un padre
5. Presa dalla vita
6. Il povero soldato
7. Che vitaccia!
8. La giornata dell'onorevole
9. Latin lovers (amanti latini)
10. Testimone volontario
11. I due orfanelli
12. L'agguato
13. Il sacrificato
14. Vernissage
15. La musa
16. Scenda l'oblio
17. La strada è di tutti
18. L'oppio dei popoli
19. Il testamento di Francesco
20. La nobile arte

## V hlavních rolích
- Vittorio Gassman
- Ugo Tognazzi
- Michèle Mercier
- Marisa Merlini